# バルガンシクロビル
バルガンシクロビル（Valganciclovir）は、サイトメガロウイルスに対する抗ウイルス薬の一つである。ガンシクロビルをL-バリンでエステル化し、プロドラッグとしたものである。商品名バリキサ。

## 効能・効果
下記に伴うサイトメガロウイルス感染症
- 後天性免疫不全症候群
- 臓器移植（造血幹細胞移植も含む）
- 悪性腫瘍

臓器移植（造血幹細胞移植を除く）におけるサイトメガロウイルス感染症の発症抑制

## 禁忌
好中球数500/mm3未満または血小板数25,000/mm3未満など、著しい骨髄抑制が認められる患者には禁忌である。

## 副作用
重大な副作用として添付文書に挙げられているものは、
- 骨髄抑制（< 5%）、汎血球減少（< 5%）、再生不良性貧血（< 5%）、白血球減少（6.6%）、好中球減少、貧血、血小板減少、重篤な出血（消化管出血を含む）（< 5%）、
- 腎不全、膵炎（< 5%）、深在性血栓性静脈炎、
- 痙攣（< 5%）、精神病性障害（< 5%）、幻覚（< 5%）、錯乱（< 5%）、激越（< 5%）、昏睡、
- 敗血症などの骨髄障害および免疫系障害に関連する感染症

である。
そのほか、“警告”欄に一時的または不可逆的な精子形成機能障害、妊孕性低下、催奇形性、遺伝毒性、発癌性が記載されている。

## 作用機序
腸管および肝臓のエステラーゼにより速やかに加水分解されてガンシクロビルに変換され、サイトメガロウイルス感染細胞内でプロテインキナーゼ（UL97）にリン酸化されてガンシクロビル一リン酸になり、さらにリン酸化されて活性型のガンシクロビル三リン酸になる。ウイルスDNAポリメラーゼがDNAを合成する際にデオキシグアノシン三リン酸（dGTP）と競合的に拮抗し、DNA合成が停止する。

## 薬物動態
1. 脂肪食はバイオアベイラビリティ（平均AUC0-24hを30%）と血中濃度（平均Cmaxを約14%）を上昇させる[1]。経口投与時のバイオアベイラビリティ（食後）は約60%である。
2. バルガンシクロビルの未変化体は血中にはわずかにしか出現しない。ガンシクロビルの血中濃度が最大になるのは投与2〜3時間後である。
3. 排泄経路は大部分が糸球体濾過および尿細管分泌によるもので、腎機能が正常な場合のガンシクロビルの血中半減期はおよそ3〜5時間である。

## 研究中の用途
バルガンシクロビルを慢性疲労症候群の治療に用いた研究がある。ヒトヘルペスウイルス6（HHV-6）またはエプスタイン・バール・ウイルス（EBV）抗体陽性で神経認知症状および消耗性疲労を示す慢性疲労症候群患者12名に、オープンラベルで6ヶ月間バルガンシクロビルを投与した結果、その内9名（75%）で症状が改善し、フルタイムの勤務に復帰でき、ウイルス抗体価も減少した。だが30名の患者を対象にした二重盲検臨床試験の結果は明瞭ではなかった。多角的疲労評価尺度（Multidimensional Fatigue Inventory）の一つであるMFS-20の値はバルガンシクロビル群と偽薬群との間で差があったが、統計学的に有意ではなかった上、抗体価にも差がなかった。しかし2次解析の結果、評価尺度の一部で有意差がみられた。
サイトメガロウイルスに感染した多発性膠芽腫患者25名にバルガンシクロビルを投与した結果、2年生存率は90%であった。